# تالس واندر
تالس واندر (انگلیسی: Talles Wander؛ زادهٔ ۲۴ اکتبر ۲۰۰۳) بازیکن فوتبال اهل برزیل است که به صورت قرضی از باشگاه فوتبال ای‌وی‌اس برای باشگاه ورزشی تورئنسه بازی می‌کند.

## دوران باشگاهی
واندر در کوتیا به دنیا آمد و در سن سیزده سالگی به آکادمی سائو پائولو پیوست. او در سال ۲۰۱۹ قراردادی پنج ساله با این باشگاه امضا کرد، اما از آنجا که هنوز به سن قانونی نرسیده بود، این قرارداد توسط نهاد بین‌المللی فیفا شناخته نشد، زیرا این نهاد تنها اجازه قراردادهای حداکثر سه ساله برای افراد زیر سن قانونی را می‌دهد. این بدان معنا بود که در دو فصل آخر قراردادش، او می‌توانست به هر باشگاه خارجی به صورت آزاد برود.
با توجه به اینکه مهاجم تیم اول جاناتان کالری در اوایل سال ۲۰۲۳ به احتمال زیاد از باشگاه جدا می‌شد، واندر به عنوان یک جانشین بالقوه برای این نقش در نظر گرفته شد. سرمربی روجریو سنی قبلاً اعلام کرده بود که واندر بدون امضای قرارداد به تیم اول ارتقا نخواهد یافت، و او در مارس همان سال این کار را انجام داد و قراردادی سه ساله امضا کرد.
در ۲۲ نوامبر ۲۰۲۳، او به عنوان بازیکن حرفه‌ای در برابر فلومیننزه به میدان رفت و در کنار یکی دیگر از استعدادهای جوان، ویلیام گومس، بازی کرد.
در ۳۱ ژانویه ۲۰۲۴، تالس واندر قراردادی سه سال و نیمه با باشگاهی از لیگا پرتغال ۲، ای‌وی‌اس امضا کرد.
در ژوئیه ۲۰۲۴، واندر به باشگاه تورئنسه در لیگا پرتغال ۲ به صورت قرضی برای یک فصل پیوست.